# Trindade, Goiás
Trindade  este un oraș în Goiás (GO), Brazilia.